# 소파 파라과야
소파 파라과야(스페인어: sopa paraguaya) 또는 크프즈(과라니어: kypyjy)는 파라과이의 전통 음식이다. 옥수수가루에 치즈, 우유 등을 넣어 구운 케이크 같은 음식으로, 옥수수빵과 비슷하다. 파라과이의 국민 음식이며, 인접한 브라질 남부 및 아르헨티나 북동부 지역에서도 즐겨먹는다.

## 이름
스페인어 "소파(sopa)"는 "국, 수프"를 뜻하며, "파라과야(paraguaya)"는 "파라과이의, 파라과이와 관련된"이라는 뜻이다. "소파 파라과야"는 "파라과이 수프"라는 뜻이다.

## 만들기
옥수수가루를 우유, 거품낸 달걀, 채썰어 익힌 양파, 작은 크기로 썰거나 뜯은 파라과이 치즈(생치즈)와 섞은 반죽물을 기름 두른 오븐 그릇에 부어 굽는다.

## 같이 보기
- 콘브레드
- 판 데 엘로테